# Northern Grampians Shire
Northern Grampians Shire är en kommun i Australien. Den ligger i delstaten Victoria, omkring 210 kilometer nordväst om delstatshuvudstaden Melbourne. Antalet invånare var 11 439 vid folkräkningen 2016.
Följande samhällen finns i Northern Grampians:
- Stawell
- Saint Arnaud